# Agnòdice
Agnòdice (grec antic: Ἀγνοδίκη)  (Atenes, p. segle IV aC - p. segle IV aC) va ser una metgessa grega, natural d'Atenes. Higí diu que els antics no tenien llevadores i moltes dones morien deixant-se portar per la vergonya, ja que els atenesos havien prohibit que cap esclau o cap dona aprengués medicina sota pena de mort. Però Agnòdice, amb ganes d'aprendre la ciència mèdica i animada pel seu pare, es va tallar els cabells, es va vestir d'home i va anar a Alexandria a estudiar amb Heròfil, que era un metge expert en fisiologia i anatomia on es va especialitzar en ginecologia.
Segons el relat d'Higí, quan Agnódice ja havia après medicina i anava a assistir els parts, les dones, que no volien ser examinades per homes, es negaven a veure el metge. Ella, llavors, s'aixecava la roba per mostrar que era dona i així les podia ajudar. Els seus èxits professionals van despertar l'enveja d'altres metges que van acusar Agnòdice de seduir les seves pacients, i la van portar al tribunal de l'Areòpag. Ella es va aixecar novament la túnica per mostrar que era dona, i llavors els metges la van acusar encara amb més força i va ser condemnada a mort. Però es van presentar davant del tribunal les dones d'alguns notables a les quals havia curat i van retreure als jutges que condemnessin aquella que les havia sanat. Llavors els atenesos van canviar la llei per permetre que les dones lliures poguessin estudiar medicina i cobressin pel seu exercici, tot i que s'havien de limitar a l'atenció a altres dones.
S'acostuma a situar la data del seu floruit (època més productiva) cap al 240-230 aC, tenint en compte l'anècdota que la relaciona amb el filòsof estoic Aristó de Quios, deixeble de Zenó, que va viure entre el 320 i el 250 aC. Agnòdice l'hauria guarit d'una obsessió que tenia: creia que una mosca se li posava contínuament al nas.